# Piero Vivarelli
Piero Vivarelli (* 26. Februar 1927 in Siena; † 7. September 2010 in Rom) war ein italienischer Filmregisseur und Drehbuchautor.

## Leben
Bereits mit 17 Jahren trat Vivarelli den Froschmännern der italienischen Armee der Italienischen Sozialrepublik bei; 1946 wurde er aus politischen Gründen zu einer Gefängnisstrafe verurteilt. Von 1949 bis 1990 gehörte er dann der KPI an, bevor er der Kubanischen Kommunistischen Partei beitrat.
Seine berufliche Laufbahn begann Vivarelli 1950 als Drehbuchautor sowie beim Radio, wo er 1960 die Sendung La coppa del Jazz entwickelte; er arbeitete auch als Textdichter für zahlreiche Lieder u. a. von Adriano Celentano und gehörte fünf Jahre lang dem Auswahlkomitee des Sanremo-Festivals an. Bereits zu Ende der 1950er Jahre hatte er als Regieassistent u. a. bei musikalischen Komödien von Lucio Fulci gewirkt und drehte seinen ersten Film Sanremo, la grande sfida 1960. Danach widmete er sich kommerziellen Werken verschiedener Genres, manchmal unter dem Namen Donald Murray. 1978 drehte er mit Nella misera in cui… einen autobiografisch geprägten Film und war ab den 1980er Jahren auch einige Male als Schauspieler zu sehen.
Seine Arbeiten seit 1984 wechselten zwischen politischen und semipornografischen Projekten.
Sein jüngerer Bruder war der Historiker Roberto Vivarelli.

## Filmografie (Auswahl)

### Regie
- 1960: Sanremo, la grande sfida
- 1966: Mister X
- 1972: Africa-Erotica (Il Decamerone nero)
- 1979: Nella misera in cui…
- 1989: Erotic Games (Eruption)
- 1998: La rumbera

### Drehbuch
- 1950: Amanti senza peccato
- 1956: Die große Sünde (Suprema confessione)
- 1956: Der Narr und die Tänzerin (I girovaghi)
- 1958: Mit Feuer und Schwert (Il cavaliere del castello maledetto)
- 1966: Django

### Schauspieler
- 1983: Himmel und Hölle (State buoni se potete)